# Tramway d'Étaples à Paris-Plage
Ne doit pas être confondu avec Tramway du Touquet-Paris-Plage.
Le tramway d'Étaples à Paris-Plage (EP) est une voie ferrée d'intérêt local à écartement métrique qui fonctionna durant les premières années du XXe siècle dans le département du Pas-de-Calais. Il relia, de 1900 à 1940, la station balnéaire du Touquet-Paris-Plage à la gare d'Étaples desservie par les trains de Compagnie des chemins de fer du Nord.
Exploité en traction électrique, cet itinéraire, long de plus de six kilomètres, supporta un trafic soutenu (jusqu'à 32 circulations quotidiennes durant l'entre-deux-guerres). Victime de graves destructions au début de la Seconde Guerre mondiale, le tramway cessa son activité en 1940 après quarante ans de service.

## Histoire

### L'établissement de la ligne

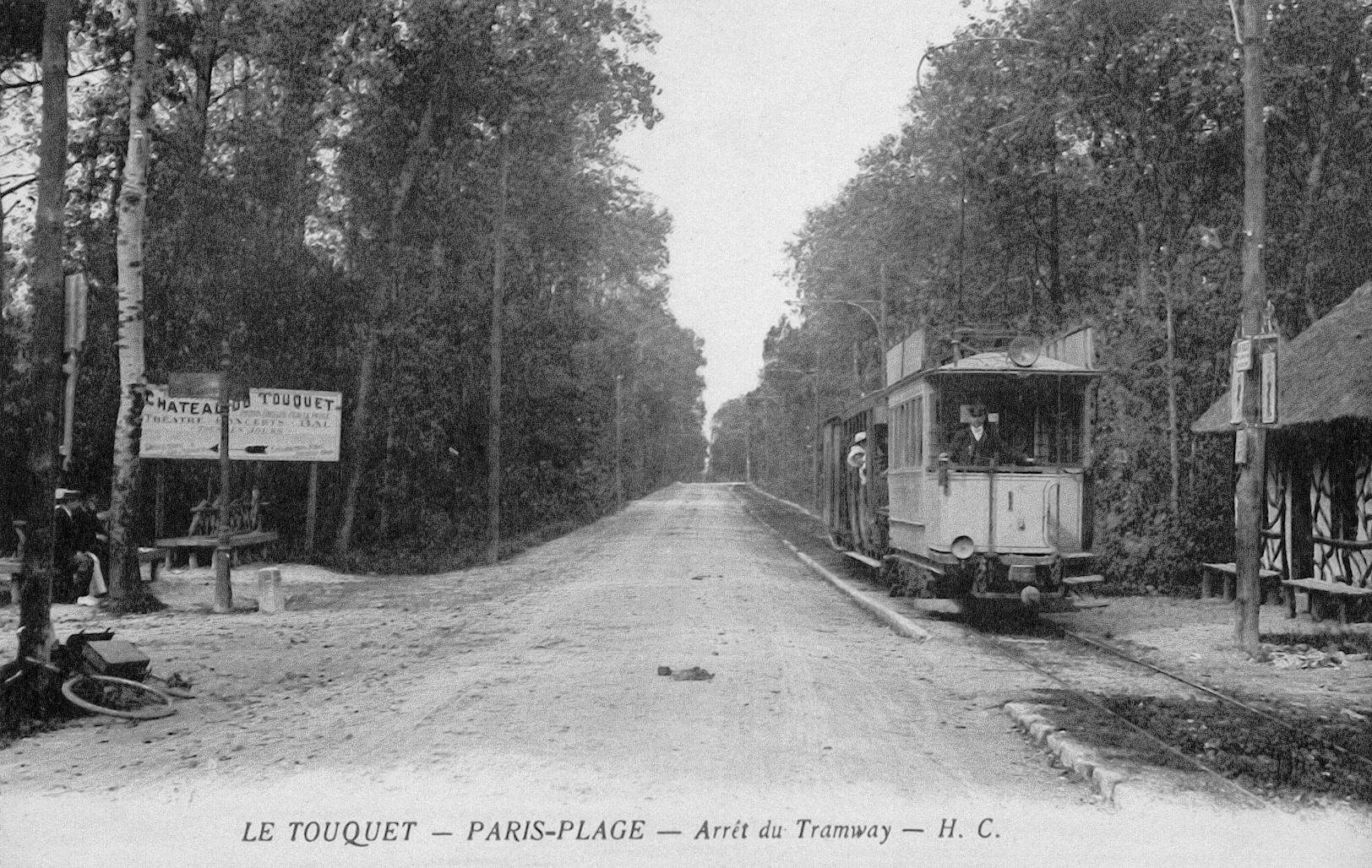
Le tramway à la halte du château.

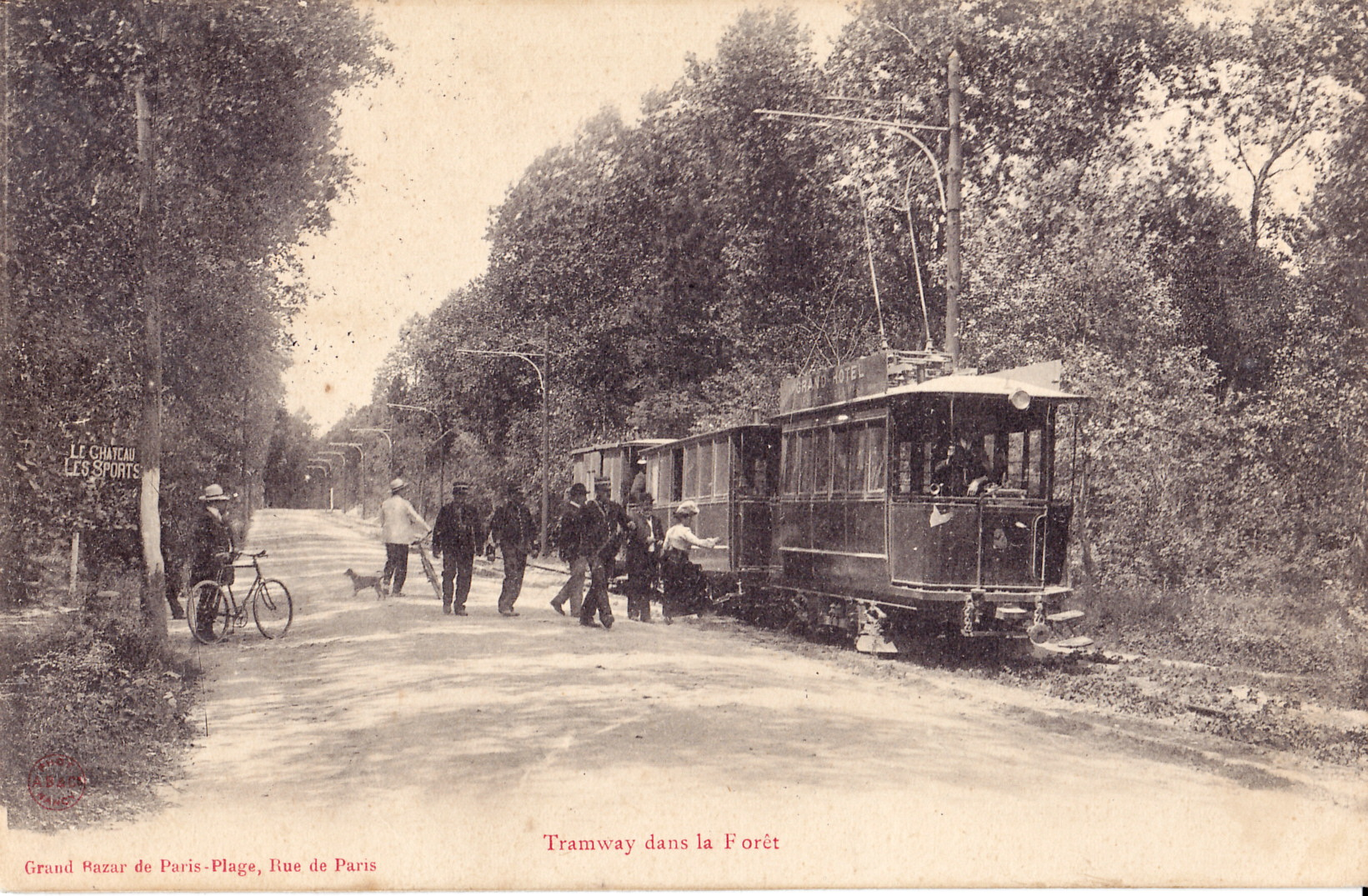
Le tramway dans la Forêt, vers 1904, la halte du Golf.

Le succès rencontré, à la fin du XIXe siècle, par la station balnéaire de Paris-Plage attira de nombreux entrepreneurs désireux d'établir une voie ferrée reliant ce lieu de villégiature à la gare d'Étaples située sur la ligne Amiens - Calais gérée par la Compagnie des chemins de fer du Nord. Une première demande émana, en 1892, de M. Charles Prévost qui sollicitait la concession d'un tramway de Paris-Plage à Étaples (le mot tramway doit être pris ici dans le sens d'une voie ferrée d'intérêt local établie en accotement de la voirie existante). Ce projet rencontra de nombreuses difficultés qui ajournèrent sa réalisation : problème de franchissement de l'estuaire de la Canche en raison de l'étroitesse de pont franchissant le fleuve, acquisition délicate des terrains nécessaires à l'établissement des infrastructures, hésitation sur le mode de traction à adopter (la traction hippomobile, un temps envisagée, fut abandonnée au profit de l'électricité permettant d'assurer un trafic plus soutenu, plus rapide et plus conforme à l'image de modernité que voulait se donner la station balnéaire à la mode). Malgré la déclaration d'utilité publique obtenue le 12 janvier 1895, l'affaire resta sans suite.
En 1898, le projet fut repris par de nouveaux entrepreneurs, sous l'égide de la banque Adam, qui fondèrent la Société du Tramway d'Étaples à Paris-Plage (E.P.) dans le but d'établir un chemin de fer à écartement métrique et à traction électrique entre les deux localités. La construction de l'itinéraire put commencer bénéficiant d'un décret prorogeant les délais d'exécution de la ligne initialement prévue et du réaménagement de l'ouvrage sur la Canche en 1899-1900. Le tramway, après une reconnaissance de la voie le 10 juillet 1900, fut mis en service le 15 juillet suivant sous le régime d'une autorisation provisoire d'exploitation,. La situation fut régularisée par une convention de rétrocession signée le 2 mars 1902 et le décret du 28 mai de la même année lui faisant suite.
Avant la mise en service du tramway, il existait, depuis le 1er juin 1884, un service d’omnibus, tiré par des chevaux, créé par un entrepreneur de Boulogne-sur-Mer, M. Leborgne, qui en avait la concession auprès de la compagnie des chemins de fer du Nord.

### Arrêt définitif du tramway
On assiste à partir de 1936, à la mise en place d'un service mixte aux heures creuses, bus et tramway, assuré par la compagnie d'autobus « L'Oiseau Bleu » de Théo Briche, entre Étaples et Le Touquet-Paris-Plage, en prévision de l'arrêt de la ligne de tramway. 
La ligne fut gravement endommagée lors des combats de la Bataille de France en mai-juin 1940, le service fut interrompu ; il fallut toutefois attendre le 9 octobre 1940 pour que la fermeture définitive de l'itinéraire soit officielle. La voie ferrée fut déclassée en 1953, la voie démontée, le matériel subsistant mis à la ferraille.

## Infrastructure

### Voies et tracés

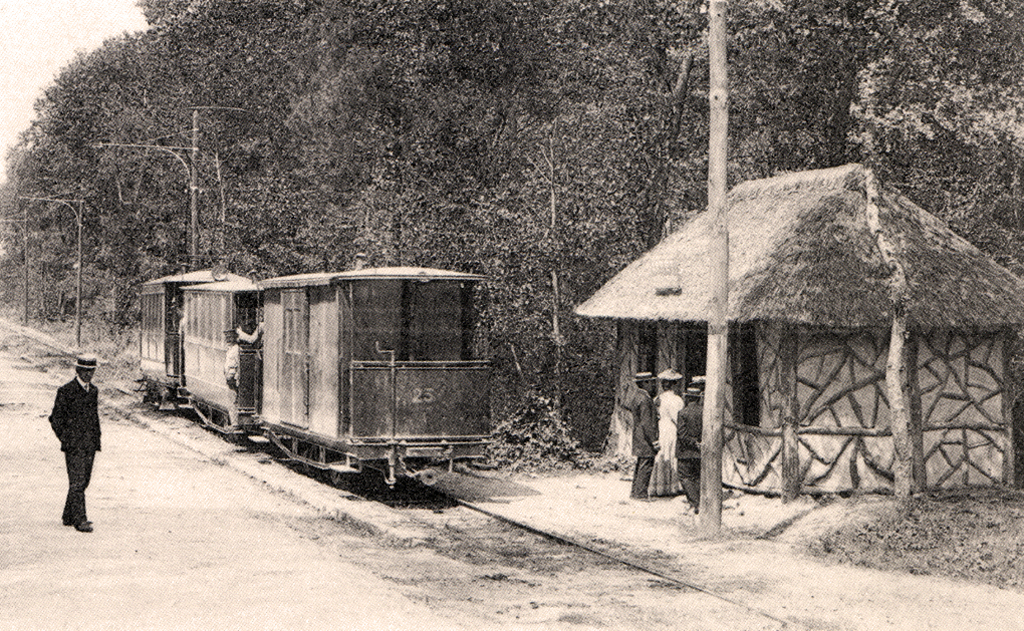
Composé d'une motrice, d'une remorque et d'un fourgon à bagages, le tramway quitte une halte en forêt du Touquet matérialisée par un bâtiment à colombages et toit de chaume.

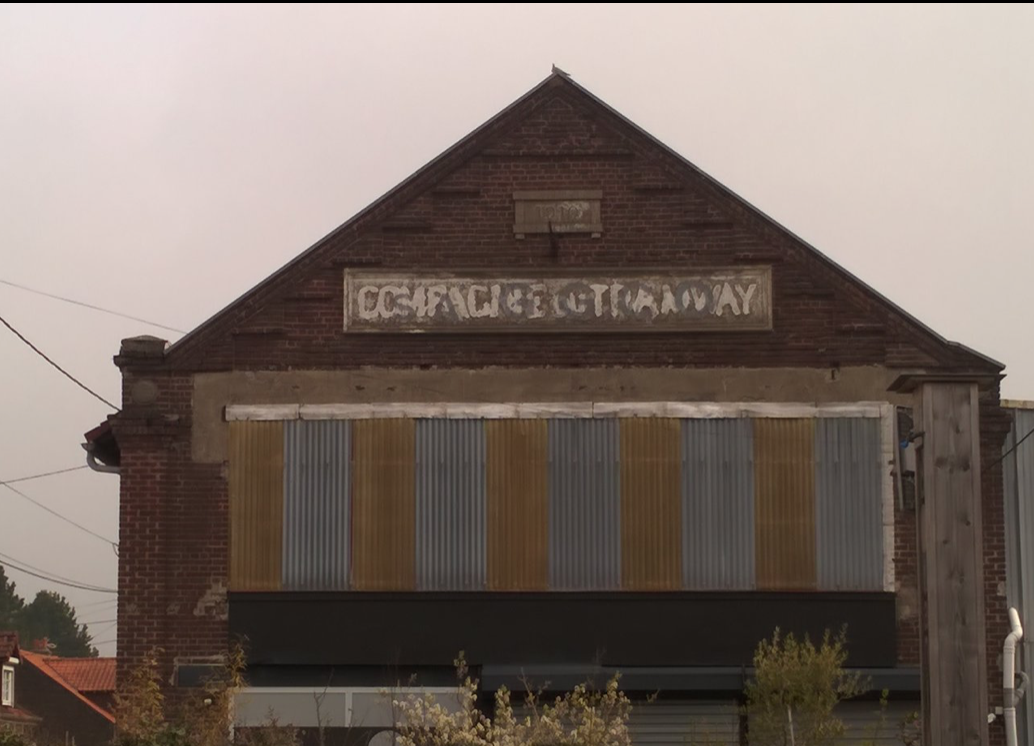
Ancien bâtiment de la remise à matériel roulant à Trépied.

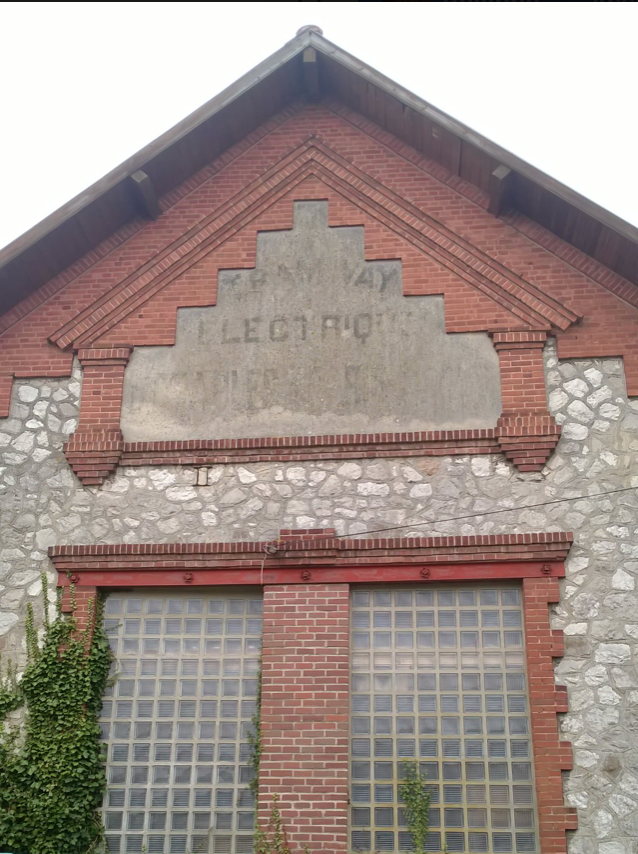
Ancien bâtiment de la centrale électrique à Trépied.

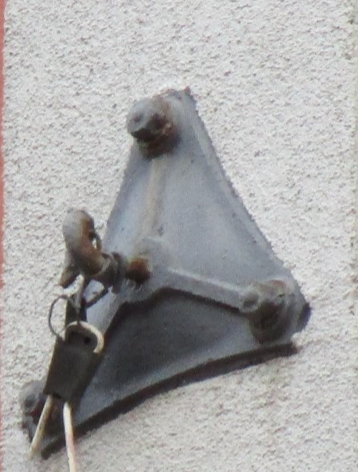
Ancrage de la caténaire toujours existant rue de Paris.

La ligne, d'un développement de 6,4 kilomètres, partait de la cour de la gare d'Étaples (en bordure du quai impair), traversait la localité avant de franchir l'estuaire de la Canche par le pont de 1860, modifié. Il traversait Trépied, hameau de Cucq par l'avenue des peupliers, puis l'avenue d'Étaples, tournait à droite au café de l'Espérance pour emprunter l'avenue de trépied (avenue de l'Aéroport aujourd'hui) vers Paris-Plage. Il s'établissait alors en accotement du chemin de grande communication no 119 (actuelle avenue de Picardie) traversant la forêt, longeant les dunes de la pointe du Touquet, pénétrait dans Paris-Plage par l'avenue de Picardie avant d'emprunter l'avenue Louis-Hubert, puis d'arriver à son terminus rue de Paris (entre la rue Saint-Amand et la rue de la Paix).
La voie, établie à l'écartement métrique, était constituée de rails « Vignole » de 15 kg/m (puis de 18 kg/m après une opération de renouvellement de la voie) en accotement des routes ou de rails « Broca » de 36 kg/m noyés dans la chaussée dans la traversée des agglomérations. La ligne ne présentait pas un profil accidenté, mais pouvait accuser, sur de courts tronçons, des déclivités de 36 ‰ ; les courbes étaient susceptibles de s'abaisser, en milieu urbain, à 20 mètres de rayon.
Les tramways, par la présence sur une courte distance de deux voies, se croisaient dans la forêt du Touquet, chemin de grande communication no 119 (aujourd'hui avenue de Picardie), au niveau de la « Dune aux Loups ».
Les principales installations se localisaient aux extrémités de la voie ferrée. À Étaples, un bâtiment permettait des opérations de transbordement de messageries avec la ligne Nord. À Paris-Plage, le terminus de l'itinéraire ne bénéficiait, au début de l'exploitation que d'un modeste bâtiment-voyageurs en brique décoré de colombages en bois. Avec la croissance du trafic, une gare de plus grandes dimensions et de construction soignée, avec arcades, fronton et terrasse, fut construite rue de Paris au point de contact avec la ligne littorale desservant Berck-Plage. De nombreuses haltes jalonnaient la ligne, d'élégants petits bâtiments à colombages et toit de chaume permettaient aux voyageurs de s'abriter des intempéries, des bancs disposés à l'extérieur rendaient agréable l'attente à la belle saison. L'alimentation en courant continu de 600 V était assurée par une centrale à vapeur situé à Trépied, à l'angle de l'avenue de Trépied et de l'avenue d’Étaples, on y trouve également la remise à matériel roulant.

### Les haltes du tramway

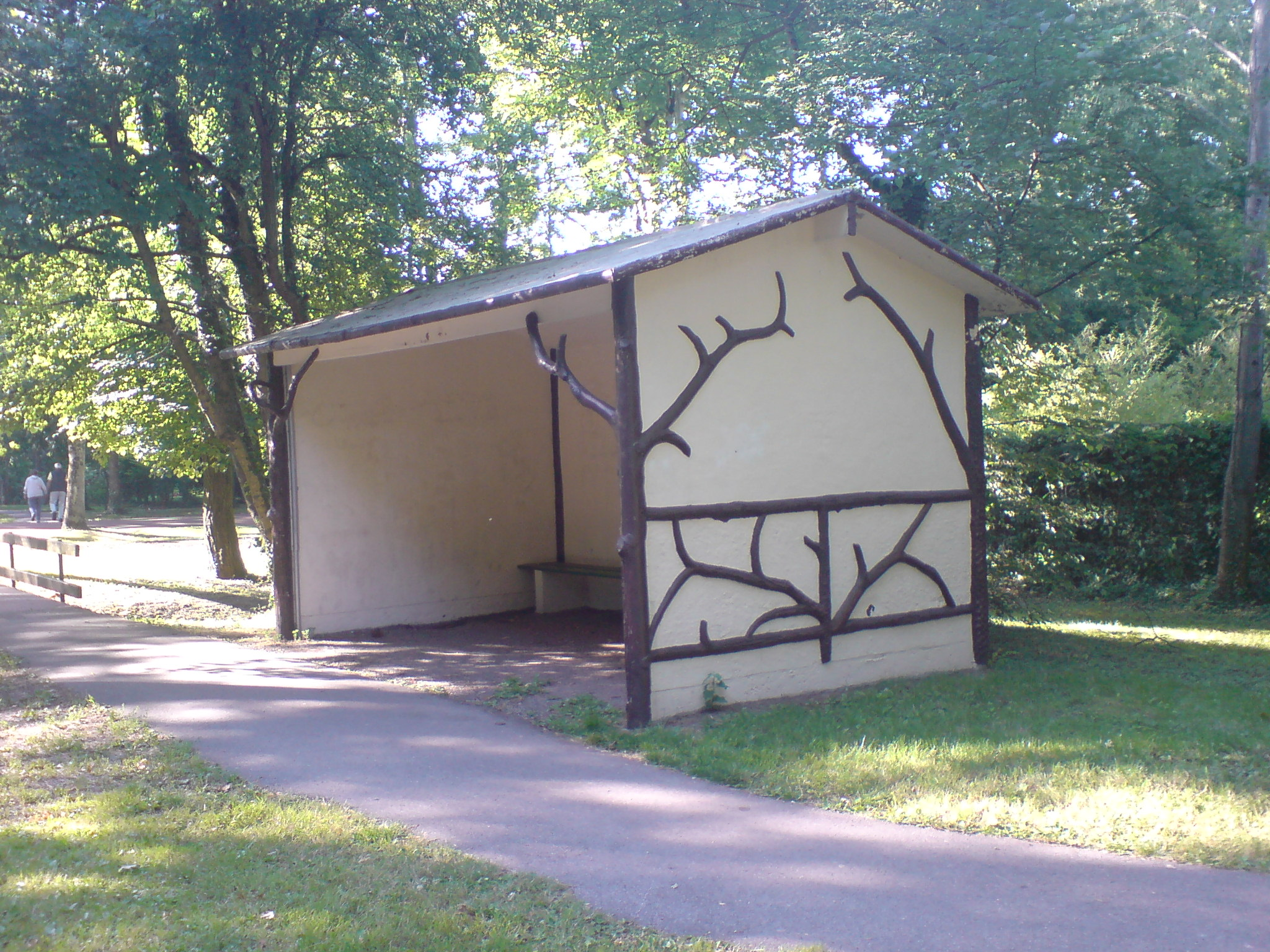
Réplique d'une halte du tramway, avenue de Picardie, en 2008.

Liste des 9 haltes en partant de la gare d'Étaples :
- Étaples :
  - Halte de la Grand place (aujourd'hui place du Général de Gaulle).
- Trépied :
  - Halte situé au café de l'espérance, à l'angle avenue de Trépied et de l'avenue d’Étaples, à côté du dépôt et de l'usine électrique.
- Paris-Plage :
  - Halte du Golf (ou pré Catelan), aujourd’hui à l'angle des avenues de Picardie et des Canadiens.
  - Halte du Château, aujourd'hui, à l'angle des avenues de l’Hippodrome et de Picardie.
  - Halte de la route de l’ancien sémaphore, aujourd’hui, à l'angle de l’avenue de Picardie et de l’allée des Lauriers Blancs.
  - Halte de l’hôtel Duboc, à l'angle des rues de Paris et Joseph Duboc.
  - Halte de l’hôtel des Bains, rue de Paris, entre les rues Léon Garet et de Bruxelles.
  - Halte café du Centre, à l'angle des rues de Paris et Saint-Jean.
  - Terminus gare du tramway rue de Paris, entre les rues Saint-Amand et de la Paix.

Et connexion à la ligne Paris-Plage à Berck.

## Exploitation

### La société du tramway d'Étaples à Paris-Plage
Cette société, a pour objet l'exploitation de la ligne électrique d'Étaples au Touquet-Paris-Plage, et a été autorisée par décret du 12 janvier 1895.
Elle a été constituée par acte notarié passé le 7 juin 1898 chez Me Oger, notaire à Étaples. 
Le capital social est de 380 000 F, divisé en 800 actions de 475 F chacune. 
Durée de la société : 75 ans.
Bureaux : Place de la Gare, Étaples. 
Conseil d'administration en 1938 : 
- Administrateurs : MM. Aboudaram, Ranz, Wiel.
- Directeur d'exploitation :M. Masset.
- Personnel attaché au contrôle de l'exploitation : Pigelet, ingénieur des Ponts-et-Chaussées, à Saint-Pol-sur-Ternoise ; Roseau, ingénieur adjoint des Ponts-et-Chaussées à Étaples.
- Chef de gare au Touquet-Paris-Plage : Dulouard[11].

### Le transport de passagers
Statistique - Le nombre des voyageurs transportés a été :
- En 1903 de 92 815
- En 1904 de 110 883
- En 1905 de 118 718
- En 1906 de 141 788
- En 1907 de 178 210
- En 1908 de 187 855

En 1909, les prix étaient les suivants, 
- Voyageurs, 0,50 F de la gare de Paris-Plage à Étaples et 0,45 F de la rue Saint-Jean à la gare d'Étaples.
- Bagages, 1 F les 100 kg.
- Messageries, 1,80 F (compris le camionnage à domicile)[12].

### Horaires

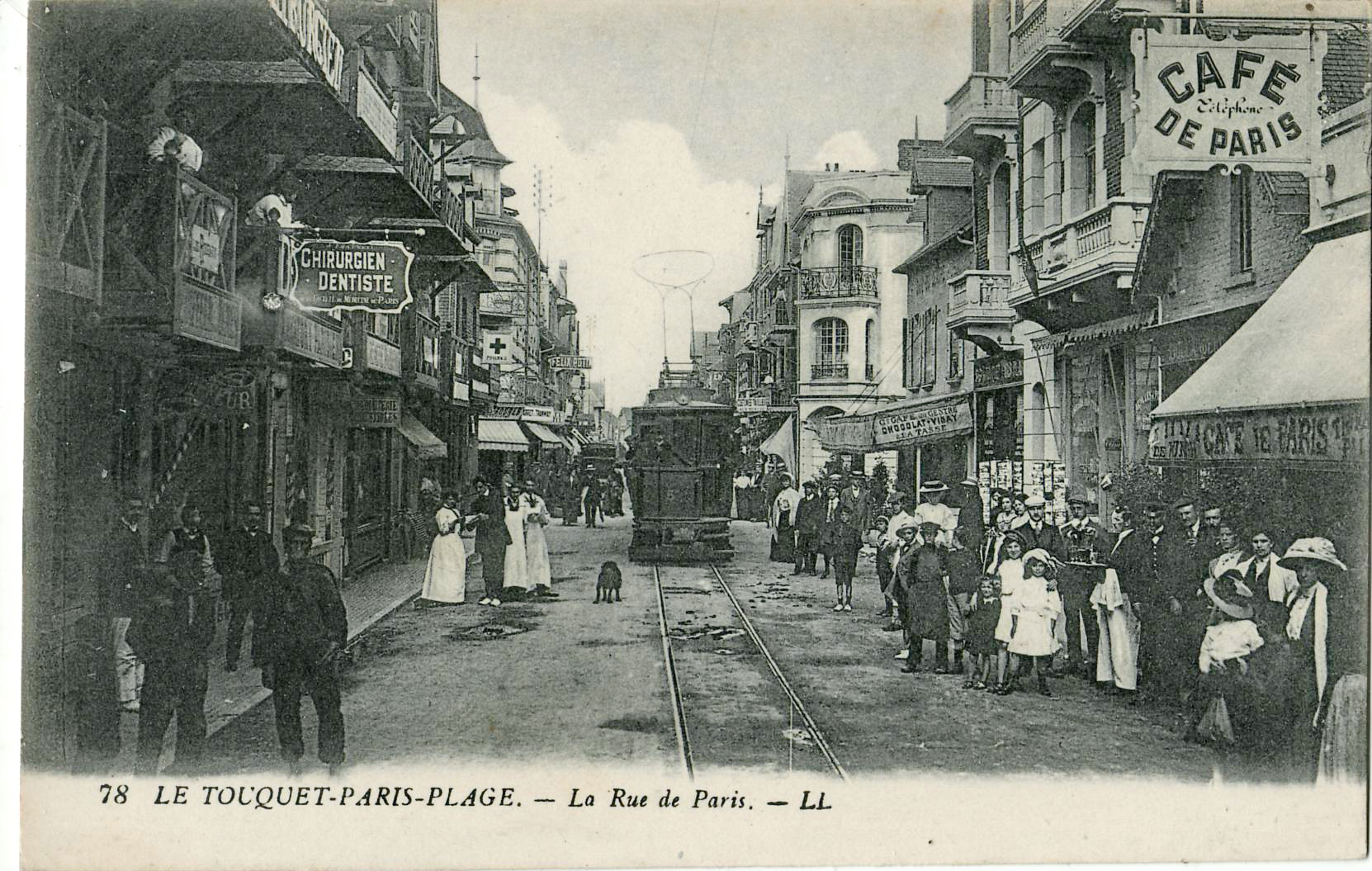
La motrice électrique no 5, rue de Paris, à l'approche de la halte « Café du Centre » avant la Première Guerre mondiale.

Jusqu'en 1914, la desserte de la ligne était assurée par 12 à 18 allers et retours quotidiens selon la saison (12 du 1er octobre au 31 mai, 18 durant la période estivale du 1er juin au 30 septembre) assurant la correspondance avec les trains du réseau du Nord en gare d'Étaples. Des billets communs au tramway et à la Compagne du Nord étaient d'ailleurs édités. En revanche, faute d'accord avec la société exploitante, la correspondance avec les convois de la ligne de Berck-Plage n'était pas effective ou relevait du simple hasard des horaires établis par chaque réseau. Le trajet durait 25 minutes en raison de la limitation de vitesse imposée au tramway dans la traversée des agglomérations et des arrêts marqués sur le parcours. Un service de bagages était offert aux voyageurs, ce qui nécessitait l'adjonction d'un fourgon en queue de convoi. Le trafic connut une forte croissance dans les années d'exploitation précédant la Première Guerre mondiale, passant ainsi de 43 000 passagers en 1900 à 117 000 en 1905.
Dans les années 1920 et 1930, jusqu'à 32 navettes circulaient quotidiennement, assurant, à certaines heures de la journée, un véritable service cadencé à la demi-heure.

## Matériel roulant

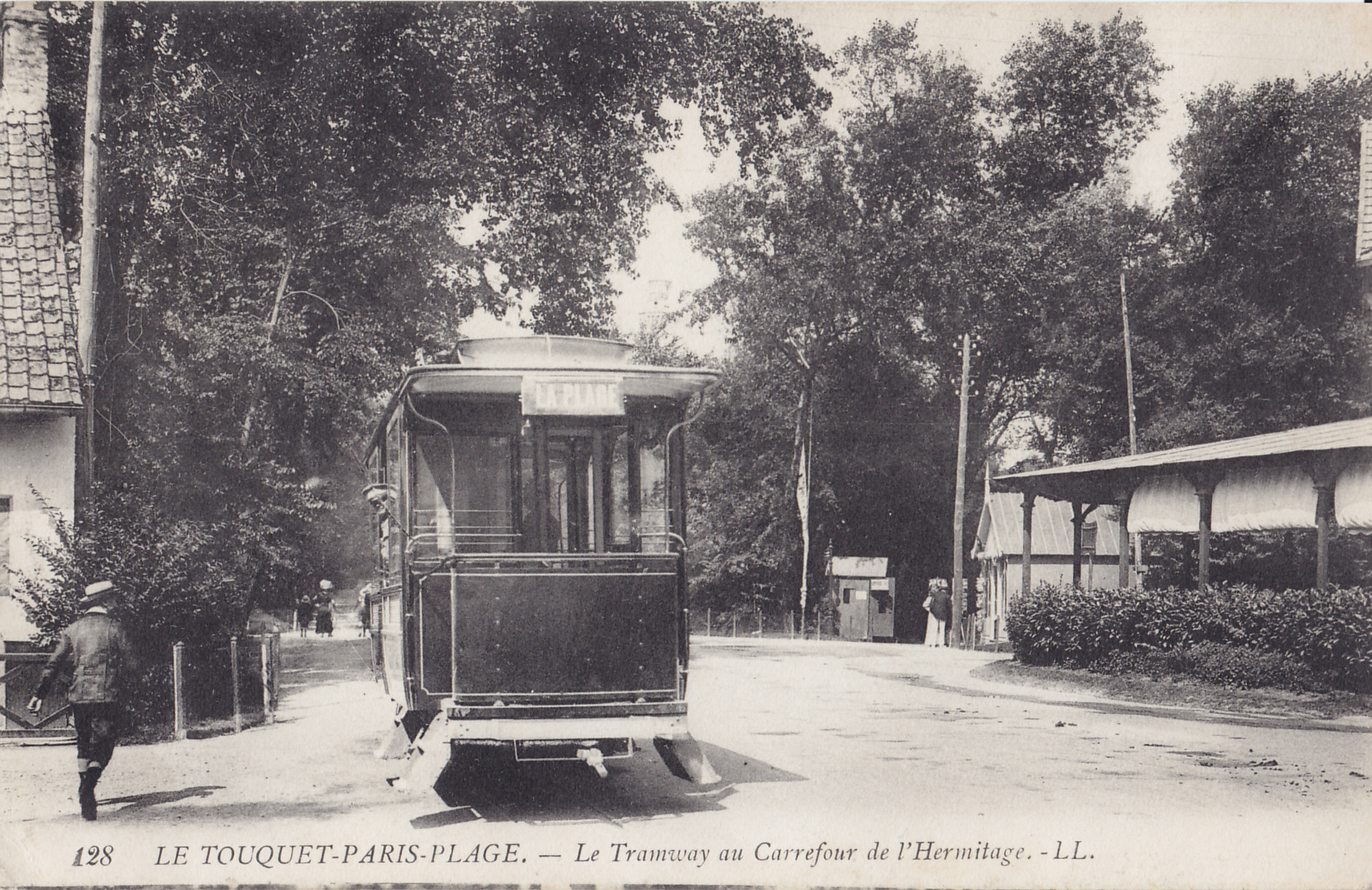
Gros plan de l'avant d'une remorque.

Le parc moteur était constitué de motrices classiques de construction SACM - Thomson-Houston à deux essieux sur truck Brill, avec accès par plates-formes d'extrémité. Un archet permettait de capter le courant circulant par un fil de contact suspendu par consoles à des poteaux en bois. Sept motrices (numérotées de 1 à 7) furent livrées au tramway en deux séries : trois en 1900, quatre au cours de la première décennie du XXe siècle (les différences entre les séries portaient seulement sur le nombre de baies vitrées latérales).
Le matériel remorqué se composait de douze remorques à voyageurs à deux essieux (parmi lesquelles un nombre indéterminé, de deux à quatre, étaient ouvertes du type « baladeuse ») et de quatre fourgons à bagages.

## Le tramway à travers la carte postale

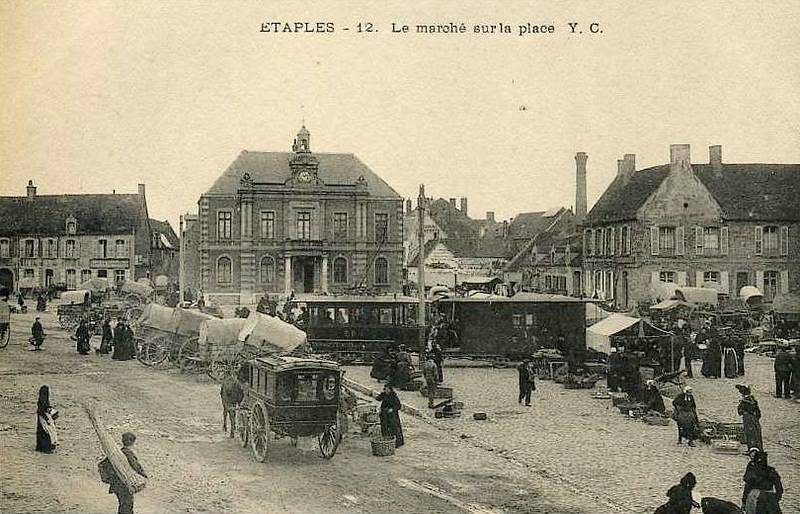
Le tramway traverse le centre-ville d'Étaples...
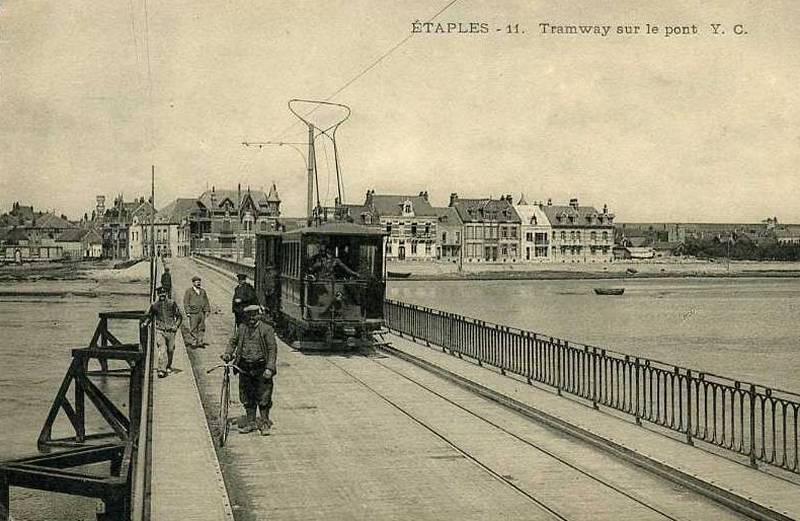
...avant de franchir la Canche sur le tablier du pont renforcé pour le passage du tramway, inauguré le 15 juillet 1900...
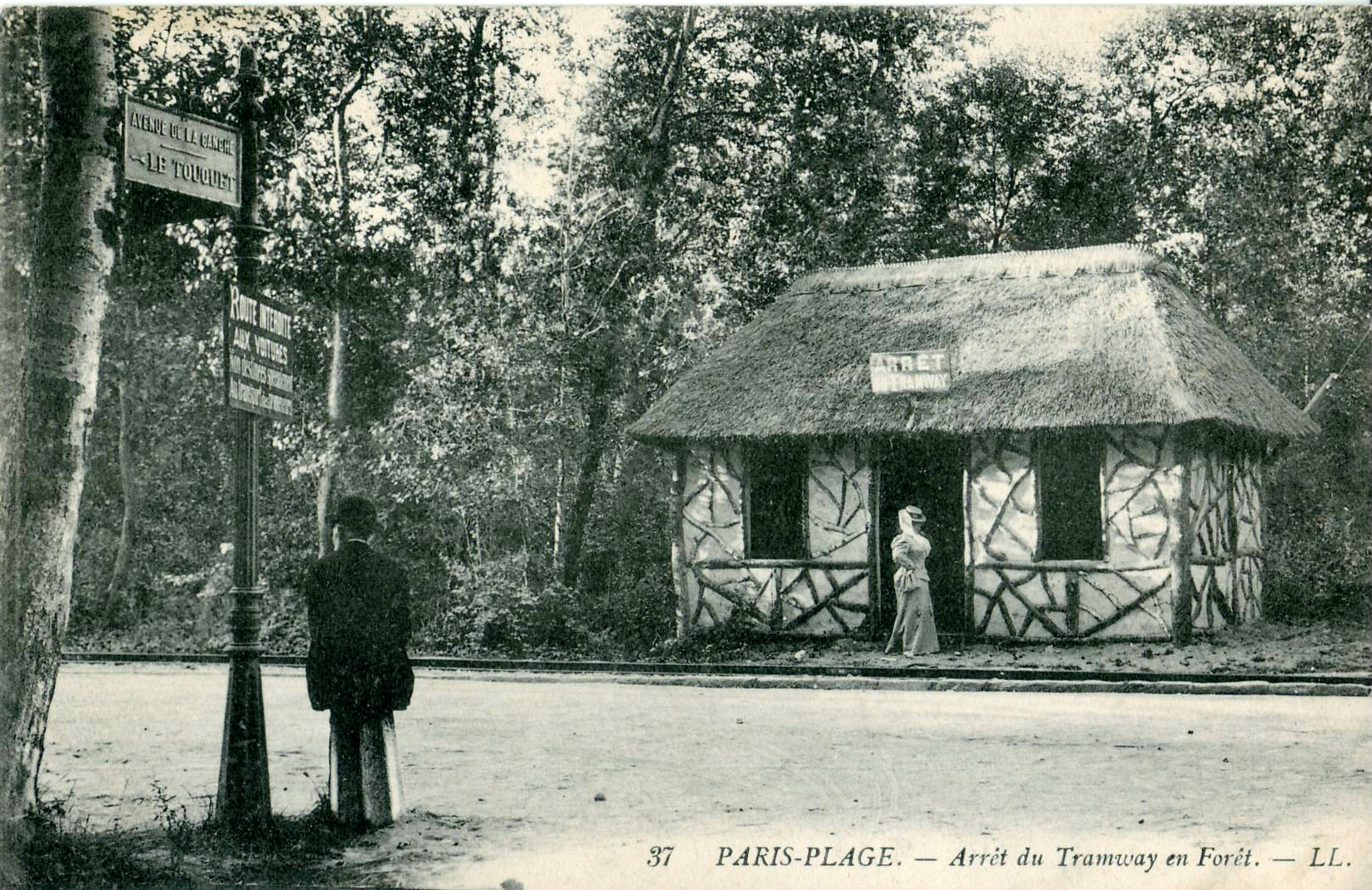
...et après avoir parcouru la forêt du Touquet...
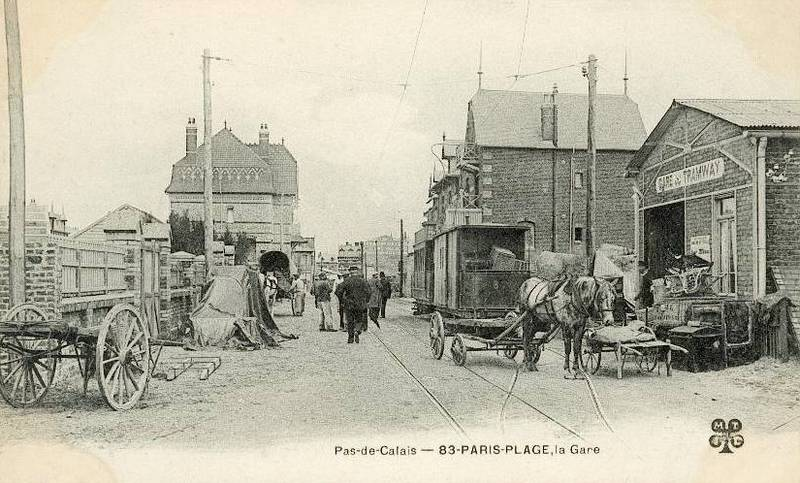
...parvient à l'ancien terminus de la rue de Paris à Paris-Plage...
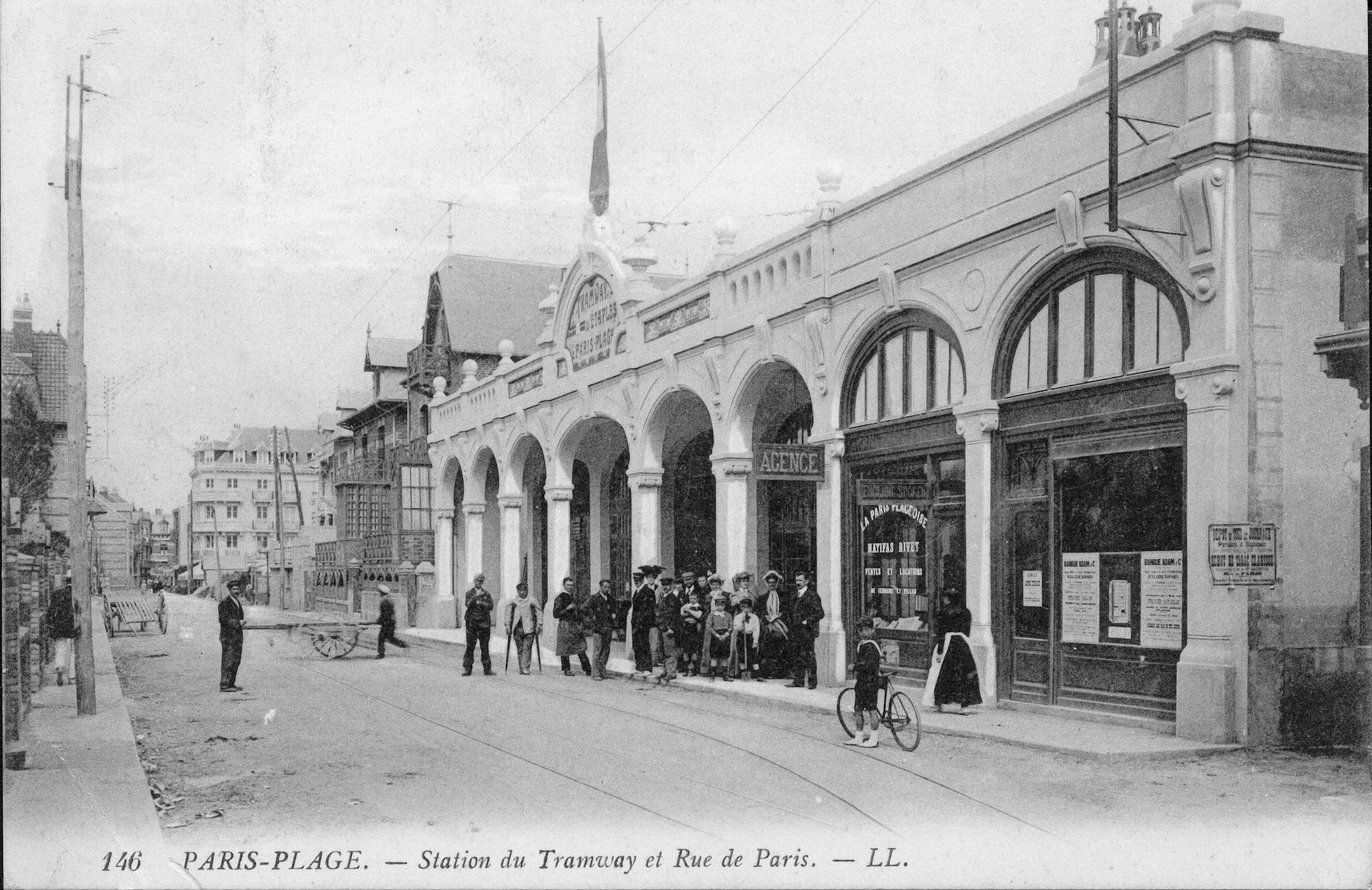
...bientôt remplacé, au même endroit, par celui-ci, plus élégant.

## Pour approfondir